# Dacrymycetales
Dacrymycetales är en ordning inom basidiesvamparna som tillsammans med den 2013 nybeskrivna ordningen Unilacrymales utgör klassen Dacrymycetes. Dacrymycetales delas ofta upp i de två familjerna Dacrymycetaceae och Cerinomycetaceae, vilka tillsammans omfattar cirka 110 arter fördelade på nio släkten (2013). Släktskapsförhållandena inom Dacrymycetales är dåligt utredda och flera släkten, särskilt Dacrymyces, förefaller vara polyfyletiska.
Ordningen upprättades 1897 (som Dacryomycetineae) av den tyske mykologen Paul Christoph Hennings.
Fruktkropparna är av varierande form: resupinata (det vill säga "skorplikt" fastvuxna vid underlaget) i Cerinomycetaceae; kuddlika, spadformiga, greniga etcetera i Dacrymycetaceae. De är vanligtvis gula till orangefärgade av karotenoider och har en gelé- eller broskartad konsistens. De tvåsporiga basidierna är stämgaffellikt tvågrenade, vilket skiljer ordningen från Unilacrimales som har ogrenade cylindriska basidier. Sporerna är vanligen septerade och parentesomerna är inte perforerade. Svamparna är saprotrofer och orsakar vanligtvis brunröta på trä (två arter orsakar troligen vitröta).

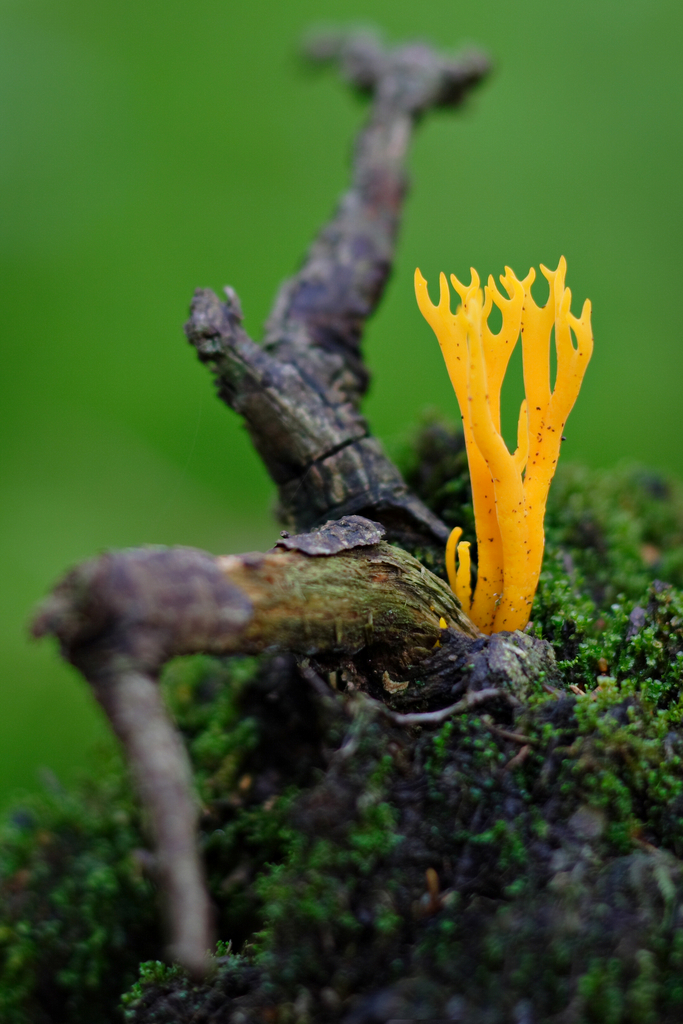
Gullhorn Calocera viscosa Dacrymycetaceae
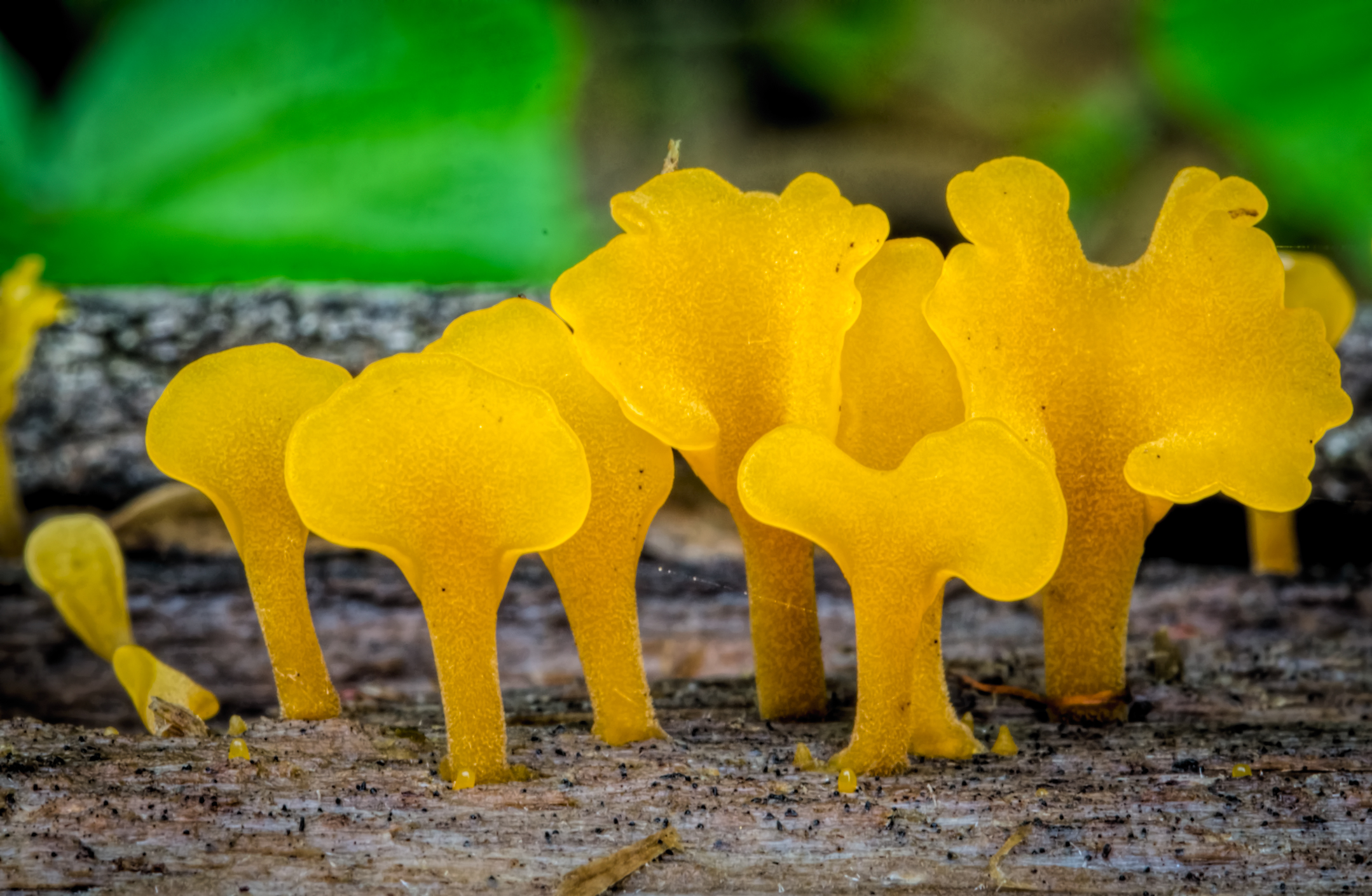
Dacryopinax spathularia Dacrymycetaceae
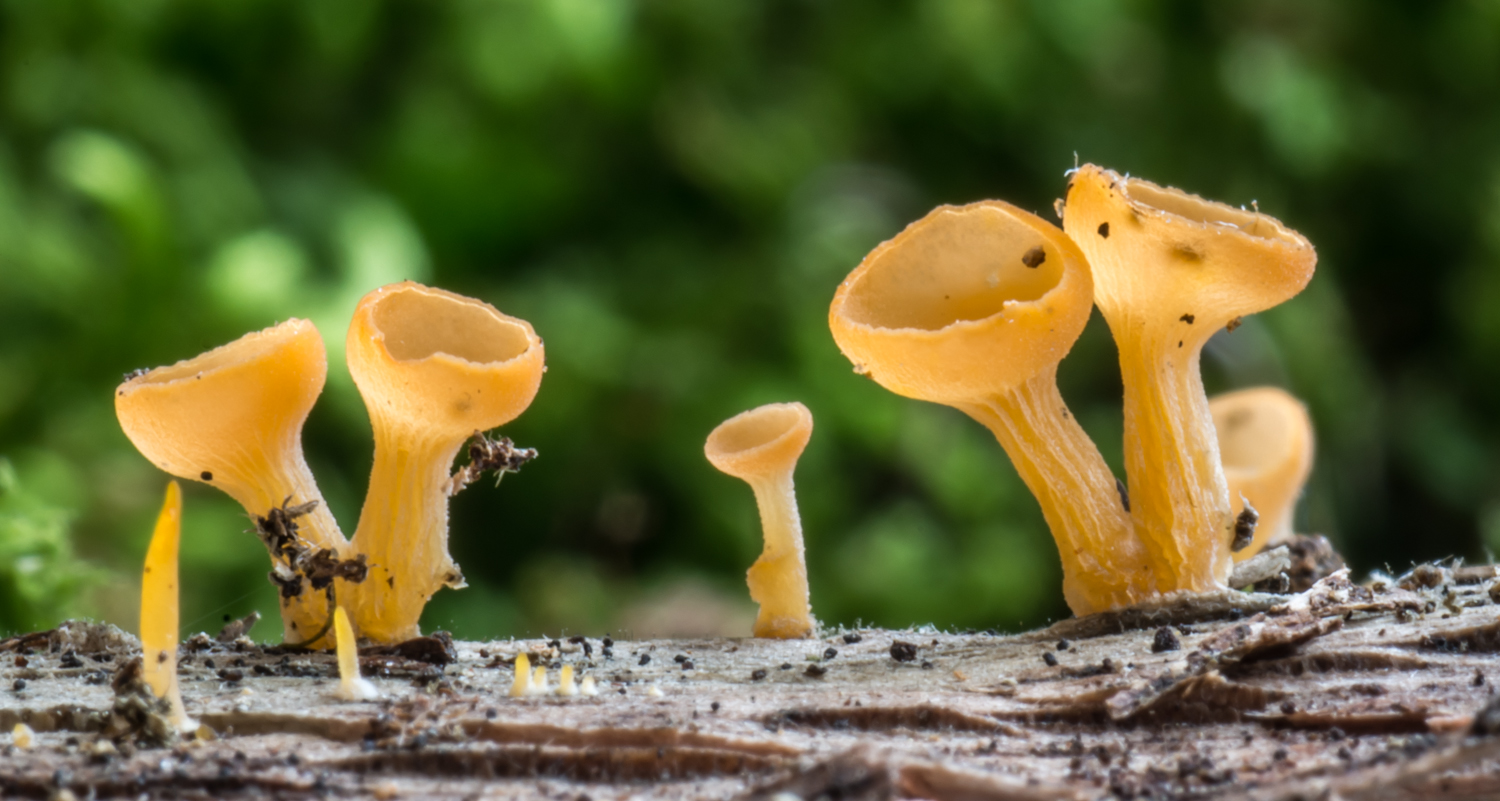
Guepiniopsis buccina Dacrymycetaceae
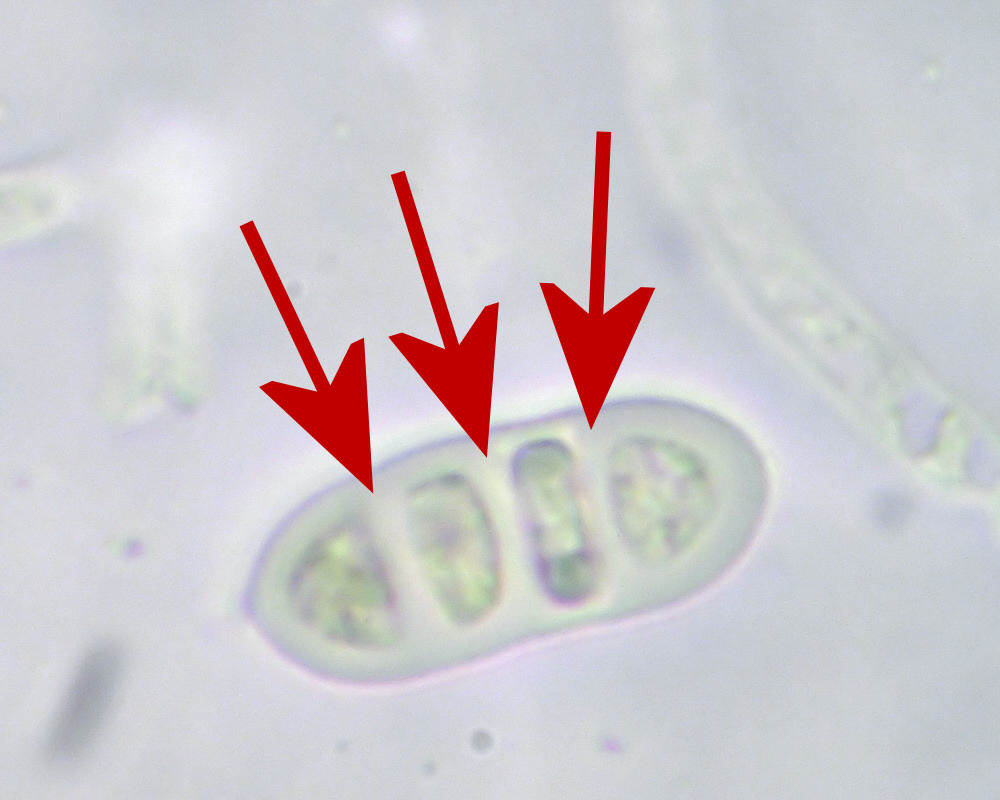
Spor med tre septa hos Dacrymyces stillatus.
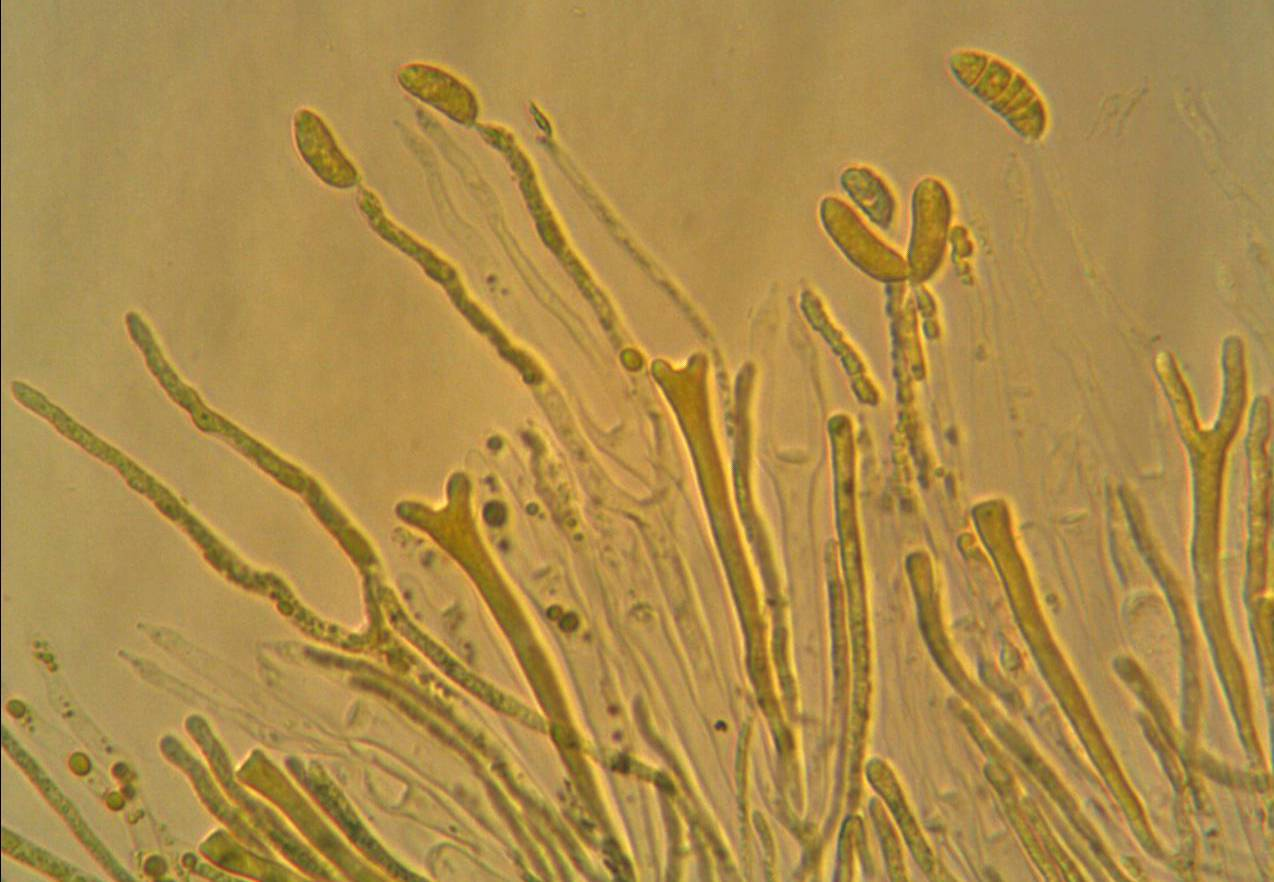
Stämgaffellika tvåsporiga basidier hos Dacrymyces chrysospermus.